# (14914) Moreux
Pour les articles homonymes, voir Moreux.
(14914) Moreux est un astéroïde de la ceinture principale.

## Description
(14914) Moreux est un astéroïde de la ceinture principale. Il fut découvert par Eric Walter Elst le 9 octobre 1993 à La Silla. Il présente une orbite caractérisée par un demi-grand axe de 2,66 UA, une excentricité de 0,034 et une inclinaison de 8,65° par rapport à l'écliptique.
Il fut nommé en hommage à Théophile Moreux (1867-1954), connu sous le nom d'abbé Moreux, astronome et météorologue français.

## Compléments